# Luitpoldstraße 14 (Weißenburg)

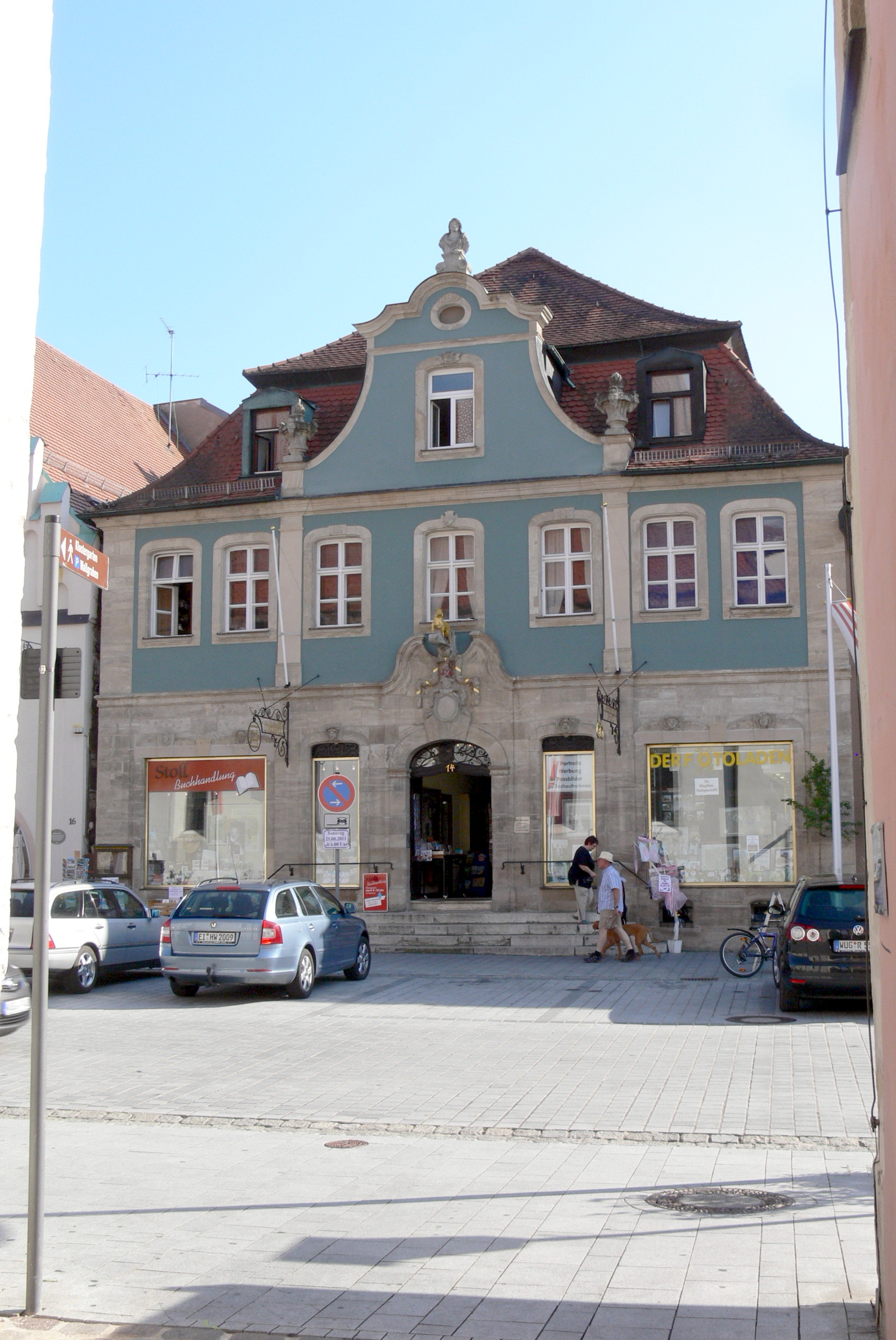
Haus Luitpoldstraße 14 in Weißenburg (Bild aufgenommen 2011)

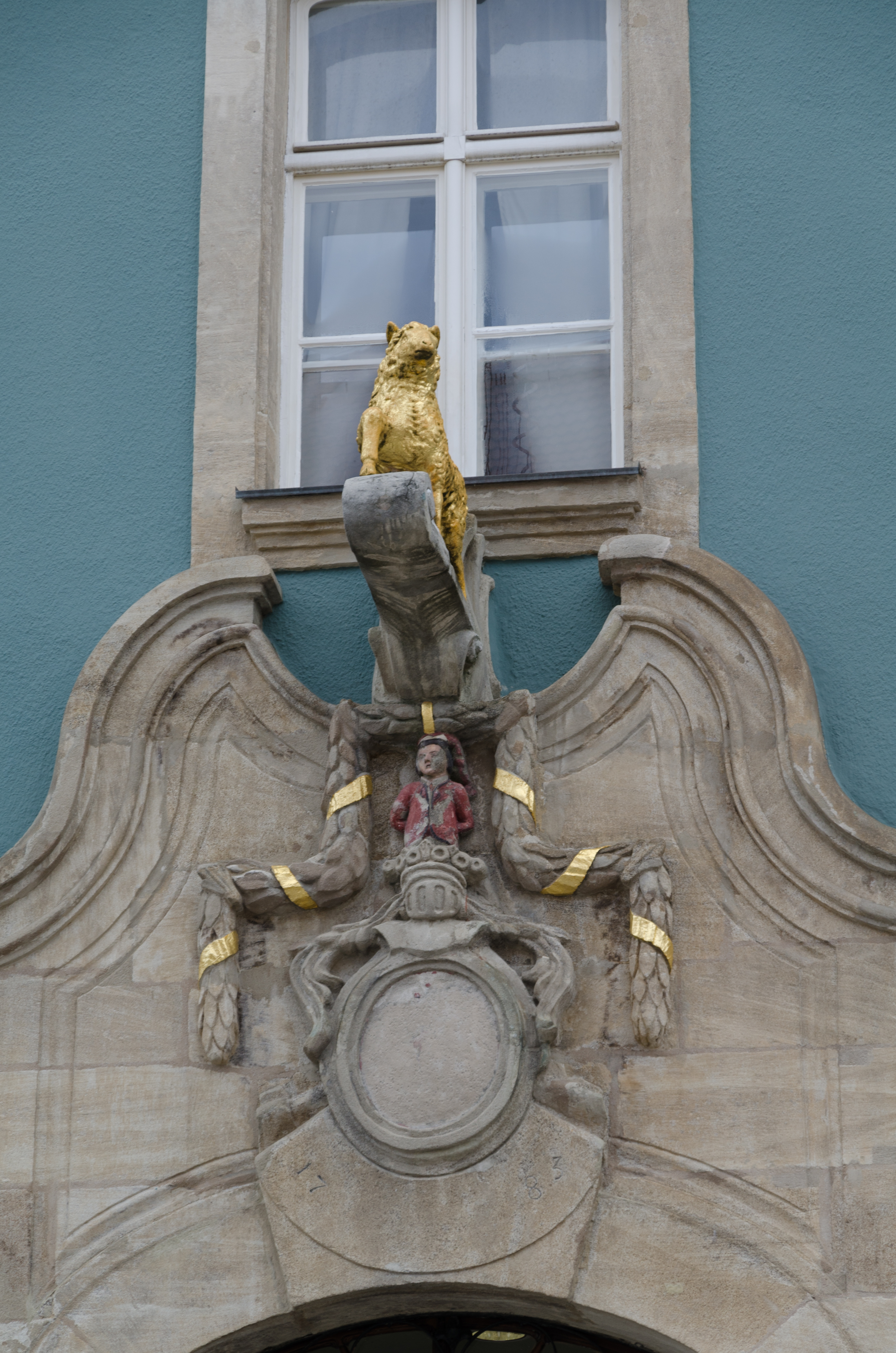

Das Haus Luitpoldstraße 14 ist ein Bürgerhaus in der denkmalgeschützten Altstadt von Weißenburg in Bayern. Das Gebäude ist unter der Denkmalnummer D-5-77-177-244 als Baudenkmal in die Bayerische Denkmalliste eingetragen.
Das Bauwerk steht an der Südseite der Luitpoldstraße umrahmt von weiteren Baudenkmälern, gegenüber der Karmeliterkirche und in direkter Nachbarschaft zum Haus Nr. 16, dem ältesten noch erhaltenen Bürgerhaus Weißenburgs, auf einer Höhe von 425 Metern über NHN.
Das zweigeschossige Gebäude mit Vortreppe wurde von 1782 bis 1785 als Brauerei und Gasthaus Zum Goldenen Lamm errichtet. Das barocke Bauwerk hat ein Mansarddach mit Satteldachanschluss, Ecklisenen und einen Schweifgiebel. Die Fassade wird von Naturstein gegliedert. Heute befindet sich im Gebäude eine Buchhandlung und ein Fotogeschäft.